# Museum (film, 2018)
Pour les articles homonymes, voir Muséum.
Pour plus de détails, voir Fiche technique et Distribution.
Museum (Museo)  est un film mexicain réalisé par Alonzo Ruizpalacios et sorti en 2018.
Il a été sélectionné en compétition pour la Berlinale 2018, où il a remporté l'Ours d'argent du meilleur scénario.

## Synopsis
Deux étudiants mexicains planifient un vol d'artefacts au musée national d'anthropologie de Mexico. Après avoir dérobé une centaine d'objets, ils apprennent que leur vol est qualifié d'attaque contre la nation entière. Ils réalisent alors qu'ils feront l'objet d'une traque sans répit, tant des forces policières que de criminels âpres au gain.

## Fiche technique
- Titre : Museum
- Titre original : Museo
- Réalisation : Alonzo Ruizpalacios
- Scénario :  Manuel Alcalá et Alonso Ruizpalacios
- Photographie : Damián García
- Montage : Yibran Asuad
- Durée : 128 minutes
- Dates de sortie :
  - Allemagne : 22 février 2018 (Festival du film de Berlin)
  - Mexique : 23 août 2018
  - Canada : 6 septembre 2018 (Festival international du film de Toronto)[2]
  - États-Unis : 14 septembre 2018
  - Québec : 16 août 2019

## Distribution
- Gael García Bernal : Juan Nuñez
- Leonardo Ortizgris : Benjamin Wilson
- Simon Russell Beale : Frank Graves
- Lynn Gilmartin (en) : Gemma
- Ilse Salas : Silvia
- Alfredo Castro : Dr Nuñez
- Leticia Brédice : Sherezada

## Distinctions
- Ours d'argent du meilleur scénario à la Berlinale 2018
- Nommé pour le meilleur film à la Berlinale 2018